# Дражен Болић
Дражен Болић (Карловац, 12. септембар 1971) бивши је југословенски фудбалер.

## Клупска каријера
Прве фудбалске кораке начинио је у родном Карловцу. Почетком 90-их стиже у Београд, па игра за Обилић до 1994. године. Након тога прелази у Партизан где игра 4 сезоне. Са Партизаном осваја 2 шампионске титуле и један куп. Одлази у Италију, где прво игра у Салернитани са којом у дебитантској сезони не успева да избори опстанак у Серији А. Сезоне 2001/02. прелази у Анкону и након две сезоне успева са клубом да се пласира у Серију А, али се ту задржава само једну сезону. Након Анконе игра још за Виченцу и Ланћано.

## Репрезентативна каријера
За фудбалску репрезентацију СР Југославије је дебитовао 20. септембра 1995. против Грчке. За репрезентацију је одиграо 7 мечева.
Болић је био у Партизану помоћник тренера Ивана Томића, у периоду од 2015. до 2016. године.

## Трофеји
- Прва лига СР Југославије: 1995/96, 1996/97.
- Куп СР Југославије: 1997/98.